# Nižnij Besťach

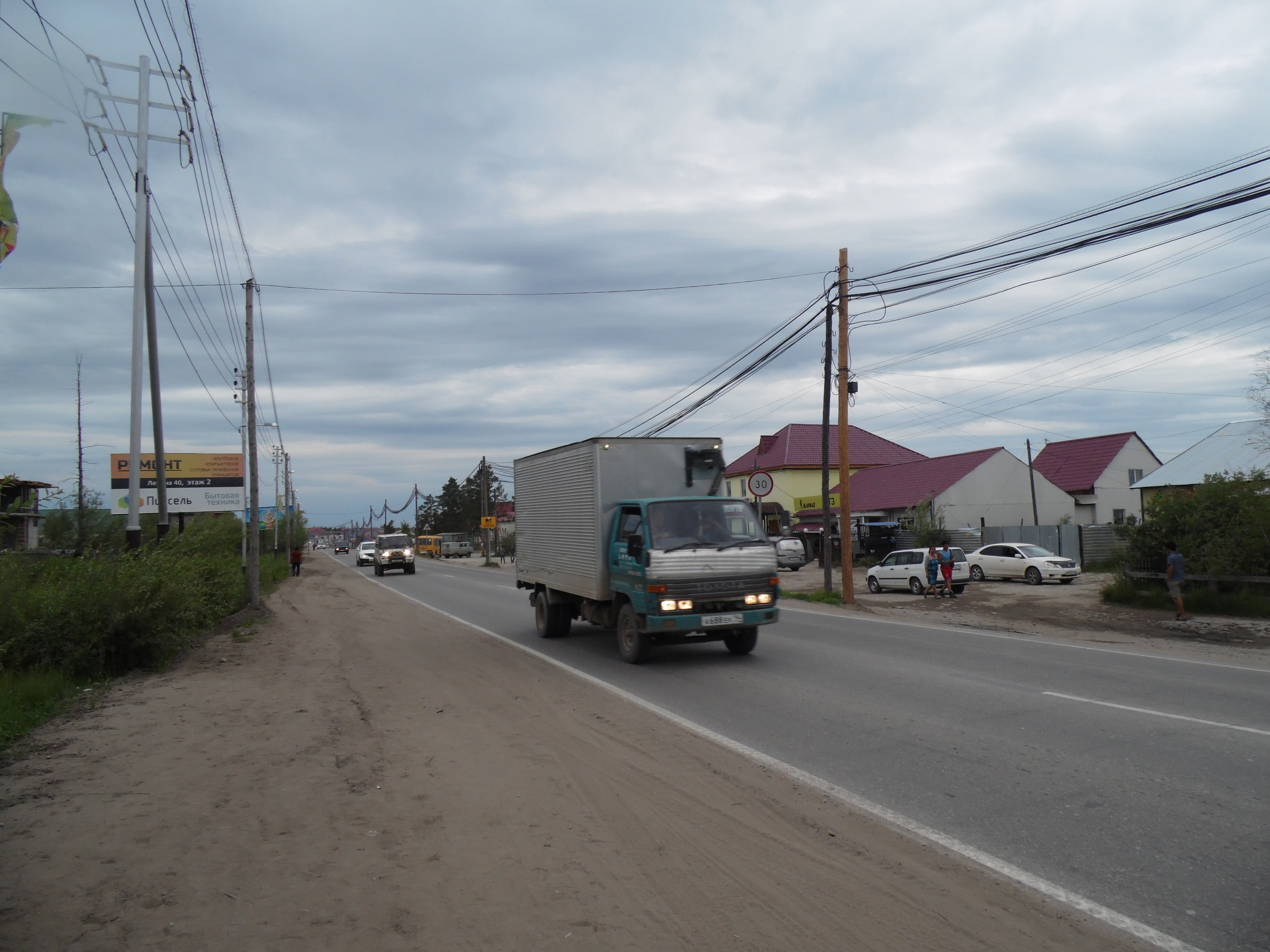
Fotografie místa.

Nižnij Besťach (rusky Ни́жний Бестя́х; jakutsky Аллараа Бэстээх, Allaraa Besteex) je městská lokalita (sídlo městského typu) v Megino-Kangalasském okrese Republiky Sakha v Rusku, která se nachází na východním břehu řeky Lena, naproti hlavnímu městu republiky, Jakutsku (který je na západním břehu Leny), 34 kilometrů (21 mil) od Mayya, správního centra okresu. Při sčítání lidu v roce 2010 mělo 3,518 obyvatel.

## Dějiny
Předchůdce Nižního Besťachu se jmenoval Yarmanka (někdy psáno Yarmonka nebo Yarmonga). Zde, u ústí řeky Suola, byli asi v letech 1750 až 1850 naloženi koně na dlouhou cestu dolů k pobřeží Ochotska. Trajektová doprava byla založena v roce 1772 a provozována exulanty po dobu pěti měsíců v roce. Bylo to shromaždiště obchodníků a nákladu směřujícího na východ. Bylo tam dostatek trávy pro stáda dobytka a soumarských koní.
Status osady městského typu byl Nižnímu Besťachu udělen v roce 1971.

## Správní a obecní status
V rámci administrativního členění je sídlo městského typu Nižnij Besťach začleněna do Megino-Kangalasského okresu jako osada Nižnij Besťach. Jako obecní divize je osada Nizhny Besťach začleněna do městské části Megino-Kangalassky jako městská osada Nižnij Besťach.

## Doprava
Nižnij Besťach je konečnou stanicí jediného silničního spojení do Jakutska, silnice A360 Lena, a je výchozím bodem silnice Kolyma, vedoucí do Magadanu a na pobřeží Tichého oceánu a dále na východ. Trajekt umožňuje přepravu přes řeku Lena v létě; v zimě jezdí doprava přímo po ledu na zamrzlé řece. Na jaře a na podzim není přechod možný kvůli pohybu ledu.
Nižnij Besťach byl plánován jako konec Amursko–Jakutské magistrály; současné plány (2025) však počítají s vybudováním silničního a železničního mostu dále proti proudu Leny, což umožní celoroční pozemní dopravní spojení s Jakutskem. Nižnij Besťach se může v budoucnu ocitnout na trase plánovaného prodloužení železnice směrem na Magadan. Existují plány, jak z něj udělat dopravní uzel pro severovýchodní Sibiř a nakonec mu udělit statut města. Čelo výstavby železnice dosáhlo Nižního Besťachu koncem roku 2011. V říjnu 2019 sestavovatelé evropského železničního jízdního řádu oznámili, že osobní vlak nyní jezdí každý druhý den na hlavní trati Amur-Jakutsk a končí v Nižním Besťachu.
Tříkilometrový most pro auta přes řeku Lena by mohl být hotový do roku 2025 poté, co Vladimír Putin vydal rozhodující „situace dozrála k realizaci“ o návrhu projektu, uvedl list Kommersant v listopadu 2019.

## Geografie

### Podnebí
Nižní Besťach má extrémně kontinentální subarktické klima (Köppen Climate Classification Dfd). Navzdory extrémním zimám mohou být léta poměrně teplá kvůli nedostatku jakéhokoliv mírnění klimatických extrémů oceánem, kdy teploty někdy přesahující 30 °C (86 °F), podobně jako v nedalekém Jakutsku. Léta jsou v průměru skutečně pravděpodobně nejteplejší pro klima Dfd/Dsd/Dwd. Klima je velmi suché a nejvíce srážek se vyskytuje v teplejších měsících.

### Zdroje
- Oficiální stránky republiky Sakha. Rejstřík administrativně-územních oddělení republiky Sacha . Megino-Kangalassky okres . rusky
- Государственное Собрание (Ил Тумэн) Республики Саха (Якутия). Закон №173-З №353-III od 30. listopadu 2004 г. «Об установлении границ a о наделении статусом городского и сельского поселныий мипунун образований Республики Саха (Якутия)», v ред. Закона №1058-З №1007-IV od 25. dubna 2012. «О внесении изменений в Закон Республики Саха (Якутия) "Об установлении гранстицатиелионс городского и сельского поселений муниципальных образований Республики Саха (Якублики Саха Вступил в силу со дня официального опубликования. Опубликован: "Якутия", №245, 31. декабря 2004 г.